# Požár lanovky v Kaprunu
Požár lanovky v Kaprunu (Gletscherbahn Kaprun 2) bylo neštěstí, které se stalo v sobotu 11. listopadu 2000 v Kaprunu v Rakousku. Tragédie se zařadila mezi jednu z největších v historii Rakouska, když ve dvou pozemních lanovkách v Kaprunu zahynulo 152 lidí (150 v soupravě jedoucí nahoru a 2 v soupravě jedoucí dolů) a jen 12 přežilo. Další 3 lidé, kteří zemřeli, se nenacházeli v ani jedné ze dvou lanovek, ale v nákupním centru (Alpincenter), kam se rozšířil jedovatý kouř.

## Lanovka
Lanovka byla otevřena v roce 1974 a fungovala na stejném principu jako lanová dráha na Petřín v Praze: 2 vozidla vždy jezdila proti sobě. Celý systém poháněl silný motor v horní stanici. Samotné soupravy neměly ani palivo, ani motory, a dokonce ani řidiče; pouze průvodce, který řídil dveře. Trasu dlouhou 3,8 km překonala souprava za 9 minut. Do jedné soupravy se vešlo 180 lyžařů.

## Průběh tragédie
Lanovka vyrazila po 9. hodině ráno ze spodního konce téměř plně obsazená (161 lidí). Část trasy vedla po povrchu, ale většina v tunelu. V zadní části soupravy vznikl požár a po 600 m v tunelu se lanovka zastavila. Ve spodní neobsazené kabině průvodce se vznítil ohřívač. V tunelu nebylo pokrytí mobilním signálem. Požár se rozšířil do celé soupravy a lidé se snažili dostat ven. Dveře se nedaly otevřít a rozbití skla bylo problematické, neboť bylo velmi pevné. Nakonec to někteří zvládli lyžařskými holemi. Později se průvodci podařilo uvolnit dveře a lyžaři opouštěli vozidlo.
Drtivá většina lidí, kterým se podařilo dostat ven z vozidla, se rozhodla utíkat směrem vzhůru co nejdále od plamenů; nikdo z nich však nepřežil. Ty, které nezabil oheň, usmrtil dusivý kouř, protože šikmý tunel (sklon 30 stupňů) lanové dráhy se choval jako komín. Záchranáři našli mnohá těla v různých vzdálenostech od soupravy, nejvýš se podařilo dostat japonskému lyžaři, jehož tělo bylo nalezeno ve vzdálenosti 142 metrů od vozu. Z první soupravy zahynulo 150 lidí; v soupravě, která směřovala směrem dolů oproti hořící, zahynuli 2 lidé (průvodce a 1 lyžař). Toxický kouř zabil i další 3 osoby v horní stanici, která byla napojena na obchodní dům.
Jen 12 lyžařů přežilo. Dobrovolný hasič Němec Thorsten Grädler věděl, jak se při požáru chovat, a s 11 dalšími lidmi zvolil cestu přes oheň; dostali se tak na dolní konec tunelu, což jim zachránilo život.

## Oběti požáru
Mezi 155 oběťmi tragédie byla i německá lyžařka, mistryně světa ve freestyle disciplíně (paralelní jízda na terénních nerovnostech) Sandra Schmittová († 19), která zahynula i s rodiči. Zemřel i juniorský mistr světa v lyžování Němec Sebastian Geiger († 14) či občanka České republiky, která pracovala v Rakousku jako instruktorka lyžování.
| Státní příslušnost | Zemřelých |
| ------------------ | --------- |
| Rakousko           | 92        |
| Německo            | 37        |
| Japonsko           | 10        |
| USA                | 8         |
| Slovinsko          | 4         |
| Nizozemsko         | 2         |
| Spojené království | 1         |
| Česko              | 1         |
| Celkem             | 155       |

## Následky

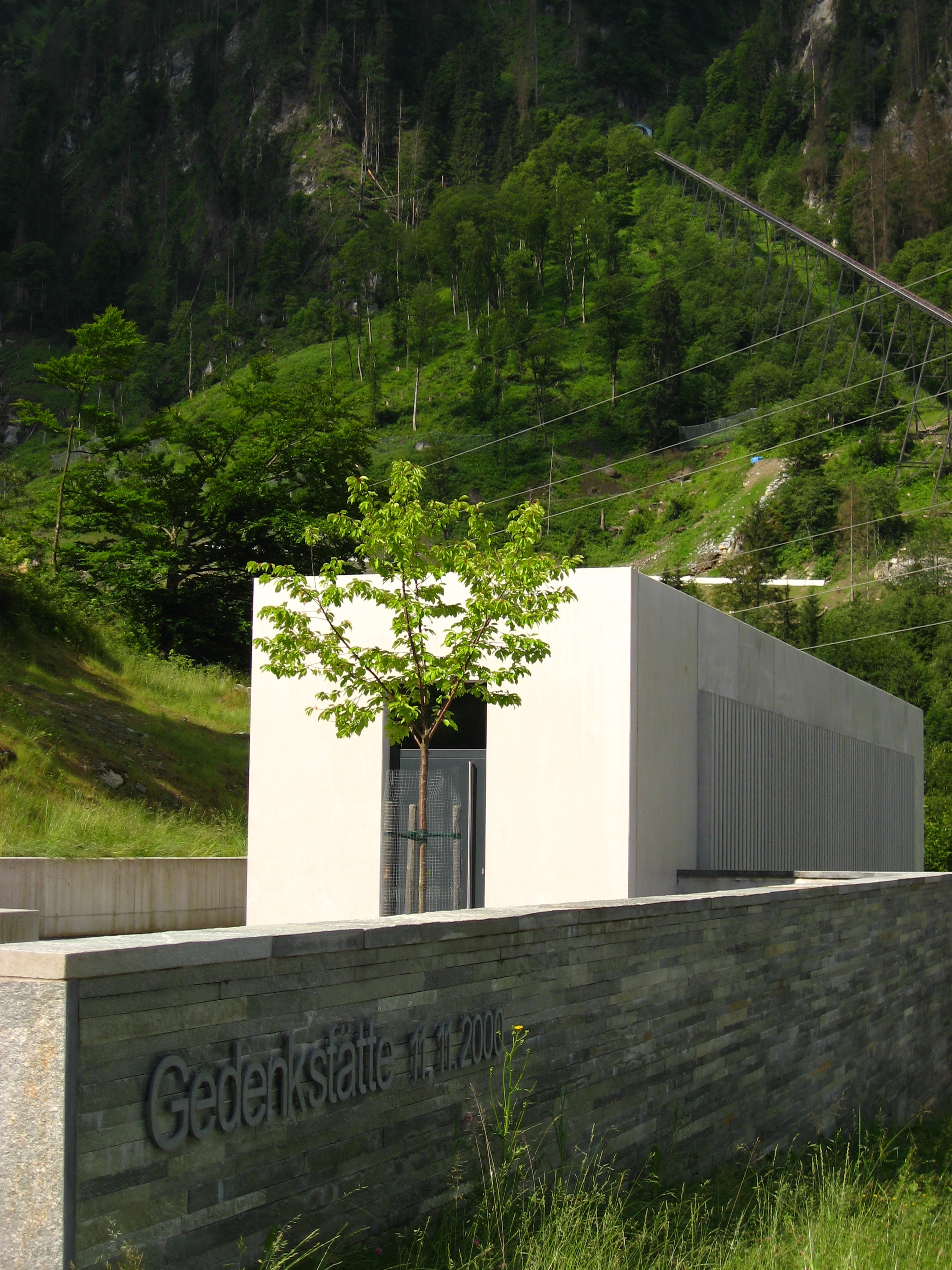
Památník obětem tragédie

Lyžařské středisko po tragédii nikdy více lanovou dráhu neuvedlo zpět do provozu.
Po vyšetřování se dospělo k názoru, že požár způsobil ohřívač, který vůbec nebyl určen pro dopravní prostředky a který zapálil olej z hydraulického systému (ohřívače byly do kabin pro průvodce nainstalovány při rozsáhlé rekonstrukci v roce 1993). Oběti a pozůstalí byli finančně odškodněni a soud rozhodl, že vinen není nikdo, protože vina je příliš rozptýlená. Obětem tragédie byl postaven pomník.
Koleje a nosné sloupy byly demontovány někdy okolo roku 2015 a tunel byl zazděn. Dodnes je možné tento tunel vidět.

## Požár v kultuře
V roce 2004 National Geographic Channel připravil dokument o kaprunské tragédii Fire on the Ski Slope v rámci seriálu o katastrofách Seconds from Disaster (v českém dabingu Vteřiny před katastrofou: Požár pod sjezdovkou)
Rakouská nositelka Nobelovy ceny za literaturu Elfriede Jelineková začlenila toto neštěstí do své hry z roku 2003 In den Alpen (V Alpách).